# Les Jérolas
Les Jérolas était un duo de chanteurs humoristes et imitateurs québécois composé de Jean Lapointe (1935–2022) et de Jérôme Lemay (1933–2011).

## Histoire
Les Jérolas vit le jour en 1955 après que Raymond Hébert eut quitté le duo Jay & Ray laissant seul Jérôme Lemay qui accepta de former un nouveau duo avec l'humoriste et imitateur Jean Lapointe. Le duo tire son nom de la contraction des noms de ses deux membres : JÉRÔme Lemay et Jean LApointe. En très peu de temps, Les Jérolas connaissent un grand succès dans les boîtes du Québec et notamment dans les cabarets montréalais, les clubs et les salles de province sous la gouverne de leur gérant Charlemagne Landry. Ils présentent leurs sketches et chansons entre autres au Charivari, la Barak, Chez Gérard, à la Porte Saint-Jean, au Coronet et au Eldorado.
En 1956, ils se produisent pour la première fois à la télévision à titre de découverte de l’année en compagnie de Félix Leclerc à l’émission Music-Hall (Radio-Canada, 1955) qui était animée par Michelle Tisseyre. En plus des contrats dénichés par leur gérant dans les clubs et les cabarets, Les Jérolas se joignent aussi à l'occasion aux tournées de la troupe de Jean Grimaldi qui met en vedettes Manda Parent, Carmen Déziel, Claude Blanchard et Claude Émond. En 1966, Les Jérolas font appel pour la première fois à un scripteur, Gilles Richer, pour leur spectacle à la Comédie-Canadienne.
La popularité du duo est telle au Québec que les Jérolas font régulièrement les manchettes des journaux et des revues. En 1965 est publié un album souvenir de 16 pages qui relate les 10 ans d'existence des Jérolas.
Leur immense succès dépasse les frontières nationales. Ils sont d’ailleurs acclamés aux États-Unis et outre-mer lors de leurs deux passages au Ed Sullivan Show en 1963, de même qu’à L'Olympia de Paris en 1966 lors du spectacle intitulé Plein feux sur le Canada (mettant aussi en vedettes Monique Leyrac et Claude Gauthier) et en 1971.
Parmi les grands succès des Jérolas, on compte Le chemin du paradis (1957), Yakety Yak (1959), Charlie Brown (1959), Jones s’est montré (1959), La veillée chez l’père Jos (1959), Signe ton chèque (1961), Matilda (1961) et Méo Penché (1961).
En 1973, le duo présente son dernier spectacle avant de se séparer en 1974 ; Jean Lapointe et Jérôme Lemay entament alors des carrières solo.
Le duo se reforme en 1993 et part en tournée après un passage au Gala Juste pour rire. La tournée se poursuivit en 1994 et fit l’objet du CD « Les Jérolas : Au revoir et merci ». Le duo se réunit de nouveau en 1998 au Patriote de Sainte-Agathe et en 1999 à l’auditorium du Collège de l’Outaouais à Hull.
En 2011, Les Jérolas effectue un ultime retour après bien des années de différends entre les deux membres du groupe et après 9 ans au Sénat canadien pour Jean Lapointe. Toutefois, après une dizaine de représentations, le 31 mars Jérôme Lemay est victime d’un malaise sur la scène de la Place des Arts à Montréal. Souffrant d’anémie et de grande fatigue, il s’éteint le 20 avril 2011 des suites d’un cancer fulgurant.
Jean Lapointe se joint au spectacle « Le retour de nos idoles » présenté au Colisée de Québec les 6 et 7 mai 2011 afin de rendre hommage à son ami et collègue.

## Discographie

### Albums
- 1959 Les Jérolas (RCA Victor, LCP-1019; Réédité partiellement en 1965, RCA Victor, Gala CGP 207)
- 1961 Les Jérolas sont là (RCA Victor, LCP-1029)
- 1962 Les Jérolas au Théâtre National (RCA Victor, LCPS-1040)
- 1962 Toujours plus vite (RCA Victor Gala, CGP-116)
- 1964 Les Jérolas à la Porte Saint-Jean (RCA Victor, LCP-1073)
- 1966 Les Jérolas à la Comédie-Canadienne (RCA Victor, PCS-1033)
- 1966 Les Jérolas à l'Olympia (RCA Victor Canada International, PCS-1126)
- 1967 Es-tu content? (RCA Victor Canada International, PCS-1165)
- 1968 Le tribunal des vedettes (RCA Victor, PCS-1201)
- 1971 Quinze ans déjà (Élan, SJL-12501)
- 1973 Ça va barber (Élan, SJL-12502)
- 1994 Au revoir et merci (Disques BYC, BYCD-204)

### Simples
- 1956 Rythme et fantaisie – L'amour et moi (RCA Victor, 57-5317)
- 1956 Le mambo du Canada – Lola (La légende du pays aux oiseaux) (RCA Victor, 57-5321)
- 1957 Le chemin du paradis – Toujours plus vite (RCA Victor, 57-5349)
- 1957 Chantons la bière et l'amour – Lisette (RCA Victor, 57-5363)
- 1958 Souvenirs d'amour – Le rythme de l'amour (RCA Victor, 57-5381)
- 1958 La clé du rock – Y'a pas que (RCA Victor, 56-5382)
- 1959 Yakety yak – De toi je veux (RCA Victor, 57-5425)
- 1959 Charlie Brown – La danse du printemps (RCA Victor, 57-5438)
- 1959 Jones s'est montré – Les trois cloches (RCA Victor, 57-5447)
- 1959 Un sourire pour Noël – La veillée chez l'père Jos (RCA Victor, 57-5458)
- 1960 Le village de Sainte-Bernadette – Dis-moi qui tu fréquentes (RCA Victor, 57-5467)
- 1960 Un tiens vaut mieux que deux tu l'auras – La chanson du hockey (RCA Victor, 57-5491)
- 1961 Matilda – Ferme tes jolis yeux (RCA Victor, 57-5495)
- 1961 Le carnaval de Montréal – Rigolo (RCA Victor, 57-5496)
- 1961 Méo Penché – N'as-tu jamais ? (RCA Victor, 57-5509)
- 1962 Tout l'monde twist – Écoute bien (RCA Victor, 57-5522)
- 1962 Cola café – Une fille de Montréal (RCA Victor, 57-5536)
- 1962 Maria Christina – Jack Monoloy (RCA Victor, 57-5549)
- 1963 Je t'aime – Au pays des Incas (RCA Victor, 57-5560)
- 1963 Ce soir tu reviens – Grand-père (RCA Victor, 57-5571)
- 1963 Carnaval d'hiver international – International Winter Carnaval (RCA Victor, 57-5579)
- 1964 Ne dors pas – Un peu de sucre (RCA Victor, 57-5609)
- 1964 J'prends plus un coup – Pour faire un duo (RCA Victor, 57-5626)
- 1965 Yaya je n'suis pas tout à moi – Conchelita (RCA Victor, 57-5641)
- 1966 Les mouches au plafond – Sylvie, oh Sylvie (RCA Victor Canada International, 57-5697)
- 1966 Montréal – Trouvez-moi quelque chose de plus joli que ça (RCA Victor Canada International, 57-5713)
- 1967 Hello, Dolly ! – Toi, mon bonheur (RCA Victor, 47-8385)
- 1967 Le malchanceux – Popeye (RCA Victor Canada International, 57-5761)
- 1967 Alors messieurs – Le mouton noir (RCA Victor Canada International, 57-5777)
- 1967 Bombardier Ski-Doo (MG-4643)
- 1967 Non mais c'est pas beau ça – Les éléphants (RCA Victor, 75-5024)
- 1970 Chérie, chérie, chérie – C'que ça m'énerve (RCA Victor, 75-5036)
- 1971 Viens voir le baseball – Rusty (Élan, SJ. 1252)
- 1972 Lefty Ding-Ding Lapointe – Demain, mon fils (Élan, SJ.1253)
- 1973 J'aime pas l'ail, j'aime pas l'eau, j'aime l'impôt – Reste avec moi (Élan, EX 7720)

### Compilations
- 1969 Succès souvenirs : Les Jérolas (RCA Gala, CGPS-340)
- 1972 Les grands succès des Jérolas (RCA Gala, CGPS-393)
- 1978 Les Jérolas (Prom-Tel, PTL-6506)
- 2006 Histoire de famille (BO), Méo penché par Les Jérolas. (Christal Musik, 2006)
- 2010 50 succès des années 50 (50 enregistrements originaux remasterisés), Yakety Yak par Les Jérolas. (Musicor, Mupscd6397)
- 2011 Rythme et fantaisie. (XXI-21, Xxicd21695)

## Filmographie
- 1961 Golden Gloves (Gilles Groulx)
- 1966 Place aux Jérolas (Gilles Carle)
- 1966 YUL 871 (Jacques Godbout)
- 1970 Deux femmes en or (Claude Fournier)
- 1973 The winner (Office National du Film)